# ホルヘ・アルファーロ
ホルヘ・マリオ・アルファーロ・ブエルバズ（Jorge Mario Alfaro Buelvas, 1993年6月11日 - ）は、コロンビアのスクレ県シンセレホ出身のプロ野球選手（捕手）。右投右打。MLBのミルウォーキー・ブルワーズ傘下所属。愛称はスペイン語で熊を意味するエル・オソ（El Oso）。

## 経歴

### プロ入りとレンジャーズ傘下時代
2010年1月19日にテキサス・レンジャーズと契約してプロ入り。契約後、傘下のルーキー級ドミニカン・サマーリーグ・レンジャーズでプロデビュー。48試合に出場して打率.221、1本塁打、23打点、1盗塁を記録した。
2011年はA-級スポケーン・インディアンスでプレーし、45試合に出場して打率.300、6本塁打、23打点、1盗塁を記録した。
2012年はA級ヒッコリー・クロウダッズでプレーし、74試合に出場して打率.261、5本塁打、34打点、7盗塁を記録した。
2013年はA級ヒッコリーでプレーし、104試合に出場して打率.258、16本塁打、53打点、16盗塁を記録した。6月にはサウス・アトランティックリーグのオールスターゲームに選出され、オールスター・フューチャーズゲームにも選出されたが、怪我で出場を辞退した。8月31日にA+級マートルビーチ・ペリカンズへ昇格し、3試合に出場した。
2014年はまずA+級マートルビーチでプレーし、100試合に出場して打率.261、13本塁打、73打点、6盗塁を記録した。6月にはカロライナリーグのオールスターゲームに選出され、2年連続でオールスター・フューチャーズゲームにも選出された。8月にAA級フリスコ・ラフライダーズへ昇格した。AA級フリスコでは21試合に出場して打率.261、4本塁打、14打点を記録した。オフの11月20日にレンジャーズとメジャー契約を結び、40人枠入りした。
2015年はAA級フリスコで開幕を迎え、後述の移籍まで49試合に出場し、打率.253、5本塁打、21打点を記録した。

### フィリーズ時代

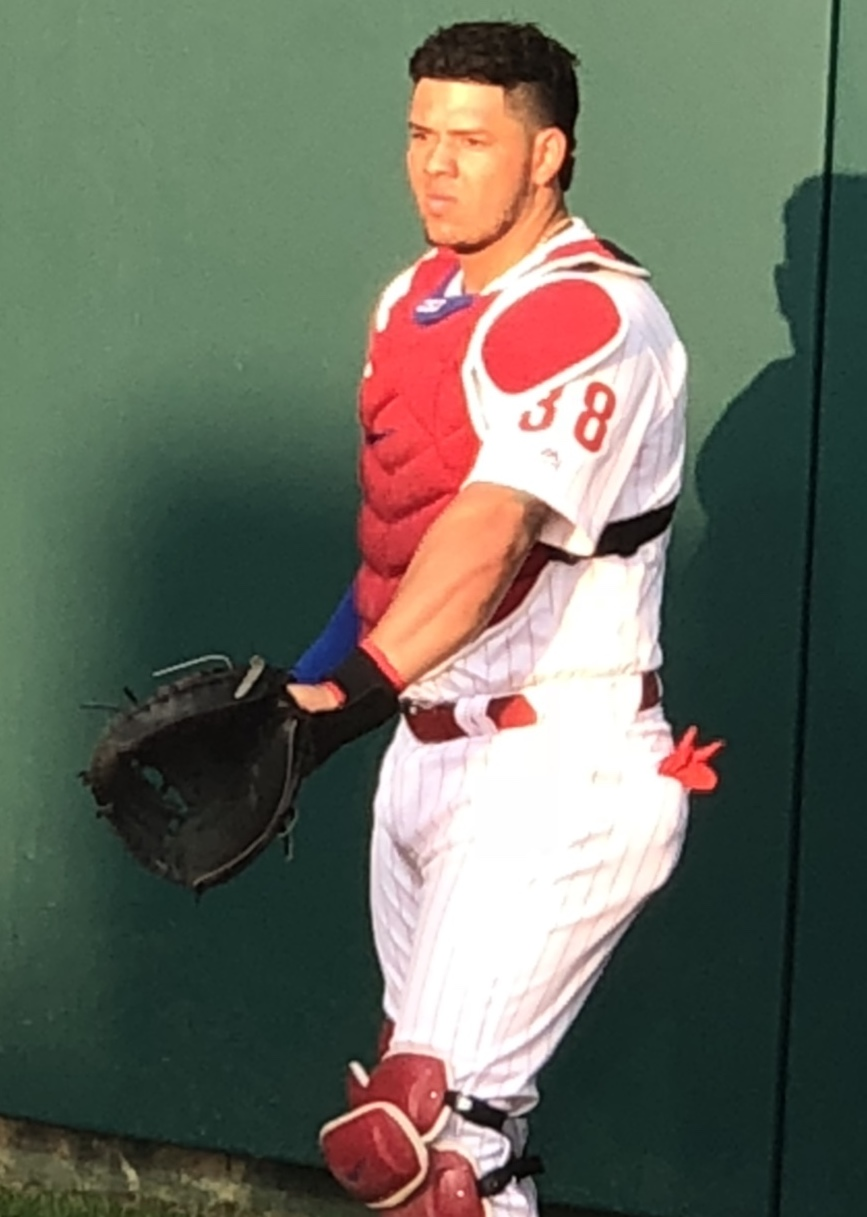
フィラデルフィア・フィリーズ時代
(2018年5月24日)

2015年7月31日にコール・ハメルズ、ジェイク・ディークマンとのトレードで、マット・ハリソン、ニック・ウィリアムズ、ジェイク・トンプソン、ジェラッド・アイコフ、アレク・アッシャーと共にフィラデルフィア・フィリーズへ移籍した。メジャーでの試合出場はなく、フィリーズのマイナー（ルーキー級ガルフ・コーストリーグ・フィリーズ）で3試合に出場した。マイナー成績は、シーズン通算で52試合に出場し、打率.258、5本塁打、22打点、2盗塁、4失策、守備率.988、盗塁阻止率29％（キャッチャー守備は38試合）という内容だった。
2016年は開幕からAA級レディング・ファイティン・フィルズでプレーし、97試合に出場して打率.285、15本塁打、67打点、3盗塁を記録した。メジャーでは8月26日に初昇格を果たしたが、この時は出番が無く1日で降格した。9月11日に再昇格すると、翌12日のピッツバーグ・パイレーツ戦でメジャーデビュー。メジャーでは6試合の出場で、16打数2安打、打率.125という成績だった。
2017年開幕前の2月8日に第4回ワールド・ベースボール・クラシック（WBC）のコロンビア代表に選出された。

### マーリンズ時代

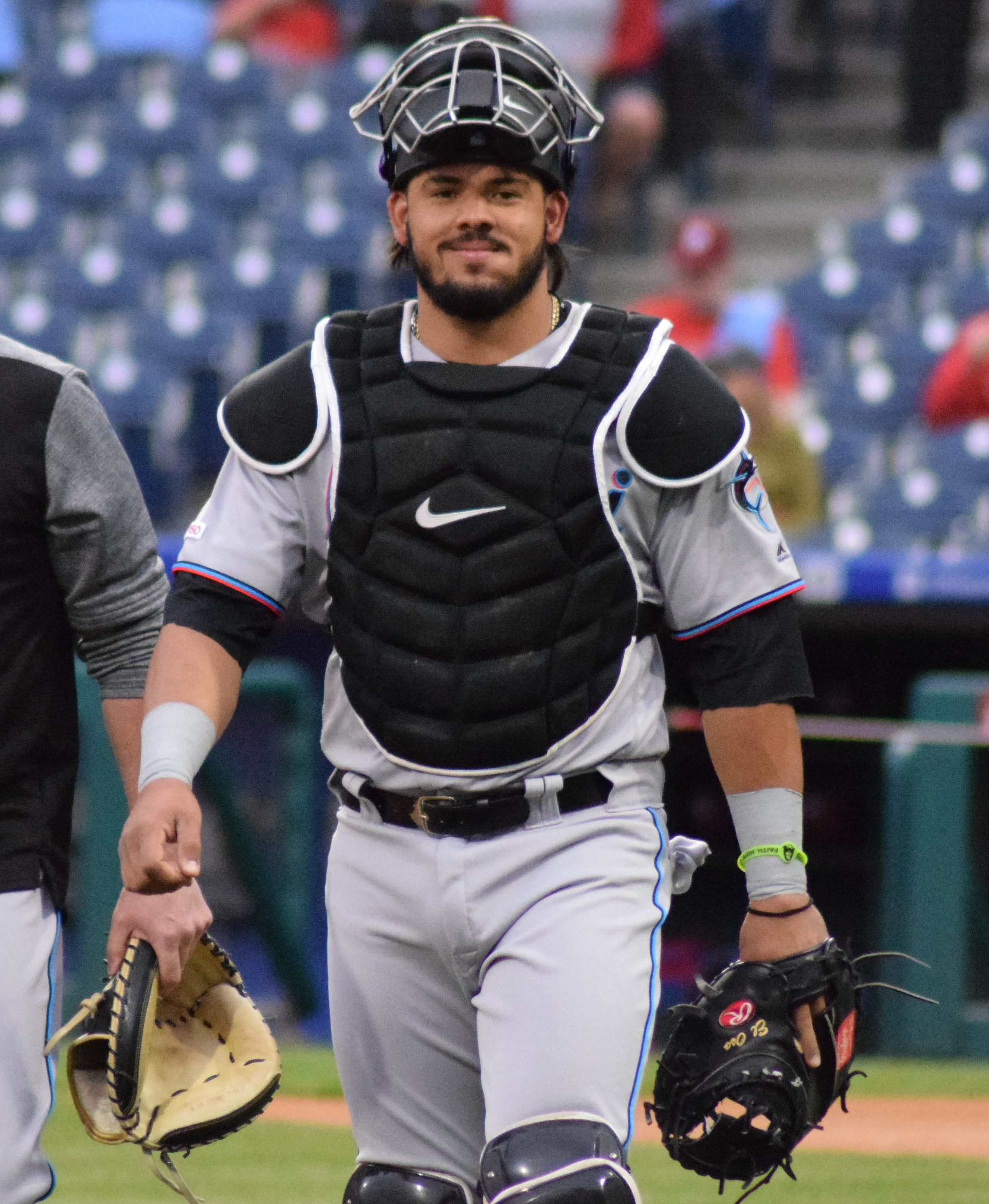
マイアミ・マーリンズ時代
(2019年4月25日)

2019年2月8日にJ.T.リアルミュートとのトレードで、シクスト・サンチェス、ウィル・スチュワート及びインターナショナル・ボーナス・プール（海外選手契約金枠）と共にマイアミ・マーリンズへ移籍した。

### パドレス時代
2021年11月30日に後日発表選手または金銭とのトレードで、サンディエゴ・パドレスへ移籍した。
2022年は82試合に出場して、打率.246、7本塁打、40打点を記録した。 またシーズン4度のサヨナラ安打を放ち、サヨナラ男としてパドレスファンの間でカルト的な人気を得た。しかしシーズン終盤は出場機会が減り、ポストシーズンは1試合も出場せず、また年俸調停を回避したい球団の意向により、11月18日にFAとなった。

### レッドソックス傘下時代
2023年1月18日にボストン・レッドソックスとマイナー契約を結び、スプリングトレーニングに招待選手として参加することになった。開幕はAAA級ウースター・レッドソックスで迎え、43試合に出場して打率.320、6本塁打、30打点の成績を残した。6月1日にオプトアウト（契約破棄）条項を行使し、6月3日付で自由契約となった。

### ロッキーズ時代
2023年6月10日にコロラド・ロッキーズとマイナー契約を結んだ。6月15日にメジャー契約を結びアクティブ・ロースター入りしたが、10試合に出場して打率.161、1本塁打に終わり、6月30日にDFAとなった。

### レッドソックス復帰
2023年7月6日、ボストン・レッドソックスとメジャー契約を結んだ。ボストンでは8試合に出場して打率.118（17打数2安打）という成績に終わり、8月1日にDFAとなり、8月5日にFAとなった。

### マーリンズ傘下時代
2023年8月15日にマイアミ・マーリンズとマイナー契約を結んだ。ここではメジャー昇格の機会はなく、オフの11月6日にFAとなった。

### カブス傘下時代
2023年12月13日、シカゴ・カブスとマイナー契約を結んだ。
2024年はスプリングトレーニングに招待選手として参加したが、3月25日に自由契約となった。これ以降、オフの11月24日にドミニカのウィンターリーグに参加する為にティグレス・デル・リセイと契約するまで、どの球団にも所属しなかった。

### ブルワーズ傘下時代
2025年1月16日にミルウォーキー・ブルワーズとマイナー契約を結び、同年のスプリングトレーニングに招待選手として参加することになった。

## 詳細情報

### 年度別打撃成績
| 年 度    | 球 団    | 試 合 | 打 席 | 打 数 | 得 点 | 安 打 | 二 塁 打 | 三 塁 打 | 本 塁 打 | 塁 打 | 打 点 | 盗 塁 | 盗 塁 死 | 犠 打 | 犠 飛 | 四 球 | 敬 遠 | 死 球 | 三 振 | 併 殺 打 | 打 率 | 出 塁 率 | 長 打 率 | O P S |
| -------- | -------- | ----- | ----- | ----- | ----- | ----- | -------- | -------- | -------- | ----- | ----- | ----- | -------- | ----- | ----- | ----- | ----- | ----- | ----- | -------- | ----- | -------- | -------- | ----- |
| 2016     | PHI      | 6     | 17    | 16    | 0     | 2     | 0        | 0        | 0        | 2     | 0     | 0     | 0        | 0     | 0     | 1     | 1     | 0     | 8     | 0        | .125  | .176     | .125     | .301  |
| 2017     | PHI      | 29    | 114   | 107   | 12    | 34    | 6        | 0        | 5        | 55    | 14    | 0     | 0        | 0     | 0     | 3     | 1     | 4     | 33    | 2        | .318  | .360     | .514     | .870  |
| 2018     | PHI      | 108   | 377   | 344   | 35    | 90    | 16       | 2        | 10       | 140   | 37    | 3     | 0        | 0     | 1     | 18    | 6     | 14    | 138   | 2        | .262  | .324     | .407     | .731  |
| 2019     | MIA      | 130   | 465   | 431   | 44    | 113   | 14       | 1        | 18       | 183   | 57    | 4     | 4        | 0     | 2     | 22    | 1     | 10    | 154   | 12       | .262  | .312     | .425     | .736  |
| 2020     | MIA      | 31    | 100   | 93    | 12    | 21    | 2        | 0        | 3        | 32    | 16    | 2     | 0        | 0     | 0     | 4     | 1     | 3     | 36    | 2        | .226  | .280     | .344     | .624  |
| 2021     | MIA      | 92    | 311   | 295   | 22    | 72    | 15       | 1        | 4        | 101   | 30    | 8     | 1        | 0     | 0     | 11    | 0     | 5     | 99    | 8        | .244  | .283     | .342     | .625  |
| 2022     | SD       | 82    | 274   | 256   | 25    | 63    | 14       | 0        | 7        | 98    | 40    | 1     | 0        | 0     | 3     | 11    | 0     | 4     | 98    | 5        | .246  | .285     | .383     | .668  |
| 2023     | COL      | 10    | 32    | 31    | 2     | 5     | 4        | 0        | 1        | 12    | 4     | 0     | 0        | 0     | 0     | 0     | 0     | 1     | 12    | 2        | .161  | .188     | .387     | .575  |
| 2023     | BOS      | 8     | 20    | 17    | 0     | 2     | 0        | 0        | 0        | 2     | 0     | 0     | 0        | 0     | 0     | 2     | 0     | 1     | 3     | 1        | .118  | .250     | .118     | .368  |
| '23計    | BOS      | 18    | 52    | 48    | 2     | 7     | 4        | 0        | 1        | 14    | 4     | 0     | 0        | 0     | 0     | 2     | 0     | 2     | 15    | 3        | .146  | .212     | .292     | .504  |
| MLB：8年 | MLB：8年 | 496   | 1710  | 1590  | 152   | 402   | 71       | 4        | 48       | 625   | 198   | 18    | 5        | 0     | 6     | 72    | 10    | 42    | 581   | 34       | .253  | .302     | .393     | .695  |

- 2024年度シーズン終了時

### MLBポストシーズン打撃成績
| 年 度     | 球 団     | シ リ ｜ ズ | 試 合 | 打 席 | 打 数 | 得 点 | 安 打 | 二 塁 打 | 三 塁 打 | 本 塁 打 | 塁 打 | 打 点 | 盗 塁 | 盗 塁 死 | 犠 打 | 犠 飛 | 四 球 | 敬 遠 | 死 球 | 三 振 | 併 殺 打 | 打 率 | 出 塁 率 | 長 打 率 |
| --------- | --------- | ----------- | ----- | ----- | ----- | ----- | ----- | -------- | -------- | -------- | ----- | ----- | ----- | -------- | ----- | ----- | ----- | ----- | ----- | ----- | -------- | ----- | -------- | -------- |
| 2020      | MIA       | NLDS        | 2     | 3     | 3     | 0     | 0     | 0        | 0        | 0        | 0     | 0     | 0     | 0        | 0     | 0     | 0     | 0     | 0     | 1     | 0        | .000  | .000     | .000     |
| 出場：1回 | 出場：1回 | 出場：1回   | 2     | 3     | 3     | 0     | 0     | 0        | 0        | 0        | 0     | 0     | 0     | 0        | 0     | 0     | 0     | 0     | 0     | 1     | 0        | .000  | .000     | .000     |

- 2024年度シーズン終了時

### 年度別守備成績
捕手守備
| 年 度 | 球 団 | 捕手（C） | 捕手（C） | 捕手（C） | 捕手（C） | 捕手（C） | 捕手（C） | 捕手（C） | 捕手（C） | 捕手（C） | 捕手（C） | 捕手（C） |
| 年 度 | 球 団 | 試 合     | 刺 殺     | 補 殺     | 失 策     | 併 殺     | 守 備 率  | 捕 逸     | 企 図 数  | 許 盗 塁  | 盗 塁 刺  | 阻 止 率  |
| ----- | ----- | --------- | --------- | --------- | --------- | --------- | --------- | --------- | --------- | --------- | --------- | --------- |
| 2016  | PHI   | 4         | 27        | 0         | 0         | 0         | 1.000     | 1         | 1         | 0         | 1         | 1.000     |
| 2017  | PHI   | 28        | 220       | 12        | 2         | 3         | .991      | 3         | 17        | 13        | 4         | .235      |
| 2018  | PHI   | 104       | 888       | 59        | 11        | 6         | .989      | 10        | 80        | 59        | 21        | .263      |
| 2019  | MIA   | 118       | 930       | 55        | 11        | 8         | .989      | 11        | 49        | 33        | 16        | .327      |
| 2020  | MIA   | 29        | 182       | 9         | 2         | 0         | .990      | 4         | 20        | 16        | 4         | .200      |
| 2021  | MIA   | 61        | 467       | 19        | 2         | 1         | .996      | 13        | 21        | 12        | 9         | .429      |
| 2022  | SD    | 65        | 544       | 27        | 2         | 4         | .997      | 7         | 30        | 25        | 5         | .167      |
| MLB   | MLB   | 409       | 3258      | 181       | 30        | 22        | .991      | 49        | 218       | 158       | 60        | .275      |

内野守備
| 年 度 | 球 団 | 一塁（1B） | 一塁（1B） | 一塁（1B） | 一塁（1B） | 一塁（1B） | 一塁（1B） | 三塁（3B） | 三塁（3B） | 三塁（3B） | 三塁（3B） | 三塁（3B） | 三塁（3B） |
| 年 度 | 球 団 | 試 合      | 刺 殺      | 補 殺      | 失 策      | 併 殺      | 守 備 率   | 試 合      | 刺 殺      | 補 殺      | 失 策      | 併 殺      | 守 備 率   |
| ----- | ----- | ---------- | ---------- | ---------- | ---------- | ---------- | ---------- | ---------- | ---------- | ---------- | ---------- | ---------- | ---------- |
| 2017  | PHI   | 2          | 8          | 2          | 0          | 1          | 1.000      | -          | -          | -          | -          | -          | -          |
| 2018  | PHI   | -          | -          | -          | -          | -          | -          | 1          | 0          | 0          | 0          | 0          | ----       |
| 2019  | MIA   | 1          | 0          | 0          | 0          | 0          | ----       | -          | -          | -          | -          | -          | -          |
| 2021  | MIA   | 3          | 17         | 1          | 0          | 0          | 1.000      | -          | -          | -          | -          | -          | -          |
| MLB   | MLB   | 6          | 25         | 3          | 0          | 1          | 1.000      | 1          | 0          | 0          | 0          | 0          | ----       |

外野守備
| 年 度 | 球 団 | 左翼（LF） | 左翼（LF） | 左翼（LF） | 左翼（LF） | 左翼（LF） | 左翼（LF） | 右翼（RF） | 右翼（RF） | 右翼（RF） | 右翼（RF） | 右翼（RF） | 右翼（RF） |
| 年 度 | 球 団 | 試 合      | 刺 殺      | 補 殺      | 失 策      | 併 殺      | 守 備 率   | 試 合      | 刺 殺      | 補 殺      | 失 策      | 併 殺      | 守 備 率   |
| ----- | ----- | ---------- | ---------- | ---------- | ---------- | ---------- | ---------- | ---------- | ---------- | ---------- | ---------- | ---------- | ---------- |
| 2020  | MIA   | -          | -          | -          | -          | -          | -          | 1          | 0          | 0          | 1          | 0          | .000       |
| 2021  | MIA   | 21         | 20         | 1          | 2          | 0          | .913       | -          | -          | -          | -          | -          | -          |
| MLB   | MLB   | 21         | 20         | 1          | 2          | 0          | .913       | 1          | 0          | 0          | 1          | 0          | .000       |

- 2022年度シーズン終了時
- 各年度の太字はリーグ最高

### 記録
MiLB
- オールスター・フューチャーズゲーム選出：1回（2014年）

### 代表歴
- 2017 ワールド・ベースボール・クラシック・コロンビア代表

### 背番号
- 38（2016年 - 2023年）